# Географија Андоре
Андора је малена континентална државица на Пиринејском полуострву у југозападној Европи. Стешњена између Француске на северу и Шпаније на југу у области источних Пиринеја и са површином од свега 468 км² међу најмањим је европским државама и једна је од 6 такозваних микродржава у Европи.
По државном уређењу кнежевина Андора је од 1278. под двојним суверенитетом шпанског бискупа Урхела и државе Француске.
Рељеф Андоре је претежно планински са бројним планинским врховима који се пењу до надморских висина од 3.000 метара. Држава се развила у валову који је за свој ток искористила река Валира која је уједно и главни и највећи водоток у земљи (дужина тока око 44 км). Река Валира настаје од Северне и Источне Валире које се састају недалеко од главног града земље Андоре ла Веље. Просечна надморска висина долине је око 1.000 м а најнижа тачка у земљи налази се на 840 м у долини реке Рју Рунер. Централне валовске долине су окружене високим планинама а највиши врх је Кома Педроса (2.942 м) на северозападу земље у близини тромеђе са Француском и Шпанијом. Просечна надморска висина износи 1.996 метара.
У вишим планинским подручјима преовладава оштра планинска клима, док је клима у долинама нешто умеренија. Због изразито велике надморске висине количина падавина је изразито висока и креће се и до 2.000 мм на годишњем нивоу. Снежни покривач у току зимског дела године је изразито висок што се позитивно одражава на зимску туристичку сезону. Надморска висина је главни разлог и великог броја сунчаних сати (300 дана годишње је без облака).
У фитогеографском смислу Андора је део циркумбореалне области холарктичког флористичког царства. Држава лежи у зони пиринејских четинарских и мешовитих шума.
Највеће еколошке проблеме на територији Андоре изазивају клизишта и снежне лавине, док опасност од снажнијих земљотреса не постоји (максималне до сада забележене јачине трусова износиле су до 2° рихтера).